# Imposto sobre a Propriedade de Veículos Automotores
O Imposto sobre a Propriedade de Veículos Automotores (IPVA) é um imposto brasileiro que incide sobre a propriedade de veículos. É um imposto estadual, ou seja, somente os Estados e o Distrito Federal têm competência para instituí-lo conforme o Art.º 155, III da Constituição Federal. 
O IPVA tem como fato gerador a propriedade do veículo automotor, não incidindo sobre embarcações e aeronaves. Os contribuintes deste imposto são os proprietários de veículos automotores. A alíquota utilizada como referência é determinada por cada governo estadual, com base em critério próprio. A base de cálculo é o valor venal do veículo, estabelecido pelo Estado que cobra o referido imposto. De referir que a função do IPVA é exclusivamente fiscal. Em 2017, os estados que cobravam as maiores alíquotas eram São Paulo, Rio de Janeiro e Minas Gerais, com 4% sobre o valor venal do veículo, sendo que outros estados têm sua alíquota variando entre 1% e 3%. Sendo o IPVA um imposto, é por padrão uma prestação pecuniária compulsória. 

## História
O IPVA foi criado para substituir a Taxa Rodoviária Única (TRU), estabelecida em 1969, mas vinculada a gastos com o sistema de transportes. Sendo um imposto, não haveria a necessidade de vinculação de gastos. O IPVA foi criado em São Paulo por meio do projeto de lei 804/85, de 1985. Houve críticas, devido ao suposto aumento no valor a ser pago pelos contribuintes. Deputados da oposição alegavam que, sem mudanças, não haveria como aprovar o projeto.
O Rio de Janeiro criou o imposto em dezembro de 1985, com uma grande abrangência de cobertura, explicada por César Maia, secretário da Fazenda: "Procuramos utilizar ao máximo a abrangência da expressão 'veículos automotores', para aumentar o universo dos contribuintes. Assim, se antes a TRU era paga apenas por automóveis a álcool e a gasolina e por ciclomotores, agora o IPVA será pago também por barcos e navios, além de aviões e todos os veículos que possuam motor, mesmo que seja elétrico, como os trens."
A TRU foi efetivamente extinta em 1 de janeiro de 1986, com o IPVA sendo fixado pela emenda constitucional 27 (reforma tributária de emergência), que passou sua responsabilidade aos estados e municípios. As alíquotas de recolhimento passariam a ser definidas por cada estado, mas todos permitiriam o parcelamento em até três vezes iguais. Além de não ter mais sua arrecadação vinculada a um gasto específico, o IPVA também diferia da TRU por ser proporcional ao número de meses restantes do exercício fiscal, calculado a partir do mês de aquisição do veículo.

## 2014
Em 2014, a arrecadação do IPVA aumentou cerca de 12% em comparação ao ano anterior. Nesse ano, foram angariados cerca de 32 bilhões de reais. Todo o dinheiro deve ser destinado a qualquer área, conforme as necessidades das cidades. O Estado que recolheu o imposto deve repassar metade do valor ao município onde o veículo está registrado.

## Isenção do Imposto sobre a Propriedade de Veículos Automotores

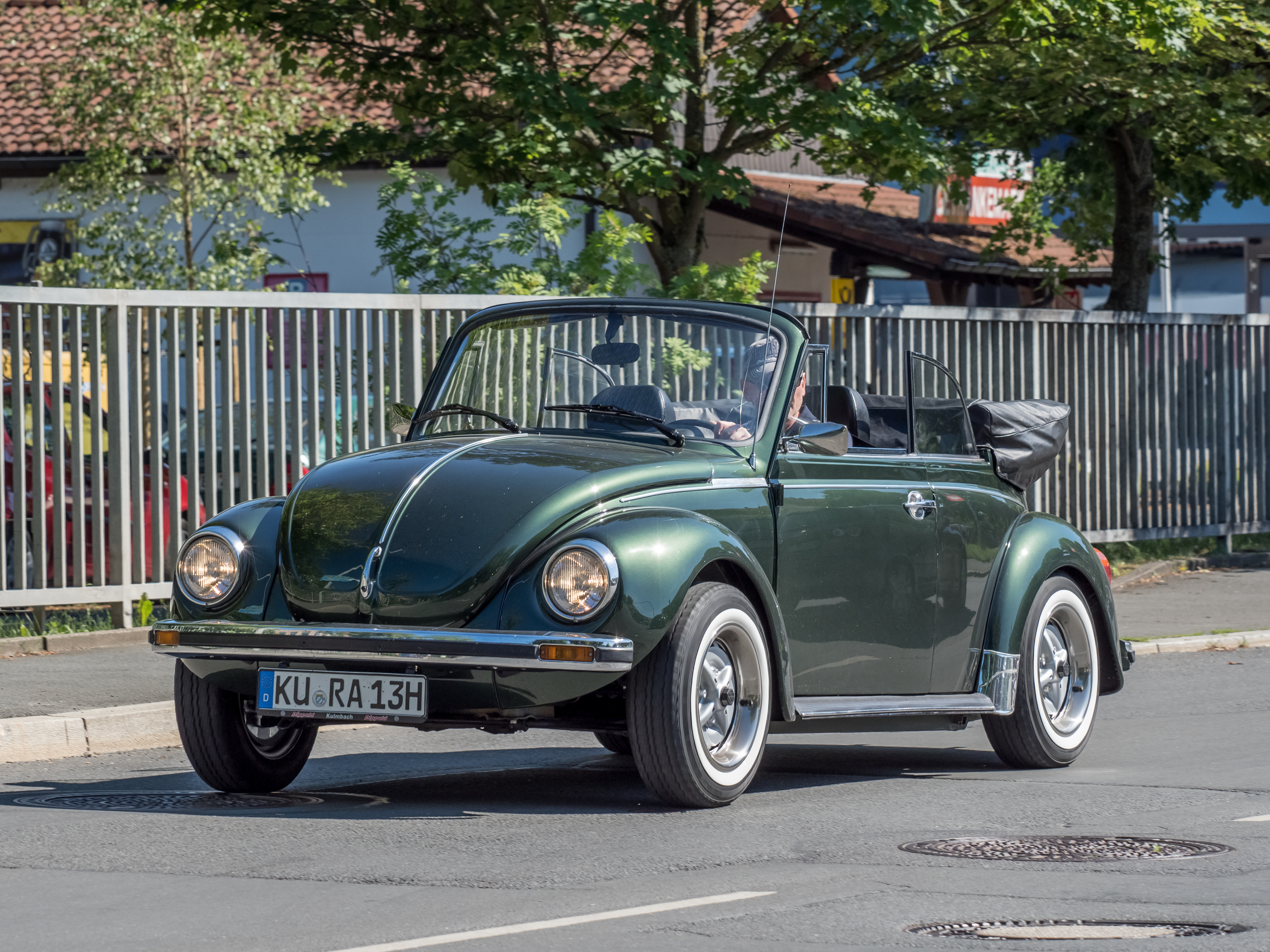
O Volkswagen Typ 1 é um dos modelos de veículos que costumam ter a isenção concedida.

A isenção do Imposto sobre a Propriedade de Veículos Automotores (IPVA) varia conforme a legislação de cada estado brasileiro. Em geral, a dispensa do tributo pode ser concedida para veículos de pessoas com deficiência, táxis, ônibus de transporte público, veículos agrícolas e de colecionadores (placa preta). Além disso, alguns estados oferecem isenção ou redução do IPVA para veículos antigos, com regras que variam conforme a idade do automóvel. Por exemplo, em alguns estados a isenção é concedida após 10 anos a partir da fabricação do veículo, em outros após 30 anos, em São Paulo, carros com mais de 20 anos são isentos, enquanto no Rio de Janeiro o benefício se aplica a veículos com mais de 15 anos. 

## Senado Federal
Em junho de 2017, uma Ideia Legislativa enviada por um cidadão de Santa Catarina para o Portal e-Cidadania do Senado Federal pedia o fim do Imposto sobre Veículo Automotores, o IPVA.

Após atingir 20 mil apoios de outros internautas, a proposta foi encaminhada para a Comissão de Direitos Humanos e Legislação Participativa. Em dezembro de 2017, a Comissão aprovou o relatório do Senador Valdir Raupp (MDB/RO) pela rejeição da Sugestão Legislativa n° 33 de 2017.